# Михайловка (Атяшевский район)
Михайловка — деревня в Атяшевском районе Мордовии. Входит в состав Козловского сельского поселения.

## История
В «Списке населённых мест Симбирской губернии за 1863» Михайловка владельческая деревня в 36 дворов в состав Ардатовского уезда.

## Население
| 2002 | 2010 |
| ---- | ---- |
| 24   | ↘19  |

Национальный состав
Согласно результатам Всероссийской переписи населения 2002 года, в национальной структуре населения русские составляли 38 %, мордва-эрзя — 58 %.